# Cargolux

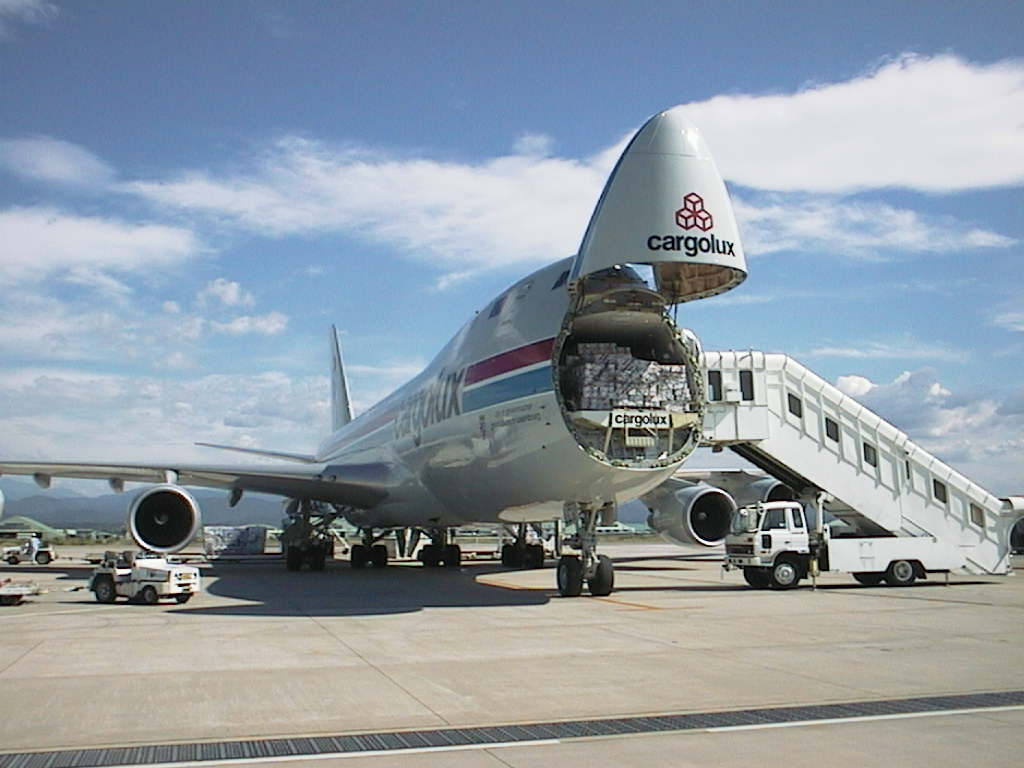
Cargolux Boeing 747-400F in het oude kleurenschema

Cargolux (Cargolux Airlines International S.A.) is een all-cargo luchtvaartmaatschappij met als thuisbasis het Groothertogdom Luxemburg. De aandelen zijn verdeeld tussen Luxair, SAir Logistics, Luxemburgse banken en de Luxemburgse staat.

## Geschiedenis
De luchtvaartmaatschappij werd in 1970 opgericht als Salloft door Loftleidir en het Zweedse Salen Shipping, en het begon datzelfde jaar met vrachtvluchten naar Hongkong met een Canadair CC-106 Yukon van Canadese makelij. In 1970 werd de naam gewijzigd in Cargolux en nam Luxair een belang van 33,33%.
Op 20 december 2016, Cargolux is lid geworden van Airlines for Europe (A4E).

## Vloot
Cargolux plaatste als eerste een bestelling voor 13 Boeing 747-8F en was daarmee de "launch customer".
De vloot van Cargolux bestaat sinds mei 2020 uit:
| Toestel         | Aantal | Bestellingen | Opmerkingen                                    |
| --------------- | ------ | ------------ | ---------------------------------------------- |
| Boeing 747-400F | 16     | –            | 4 beheerd door Cargolux Italia (zie hieronder) |
| Boeing 747-8F   | 14     | –            | —                                              |
| Totaal          | 30     | 0            |                                                |

## Cargolux Italia
De vloot van Cargolux Italia (stand eind Augustus 2020):
| Toestel         | Aantal | Bestellingen | Gemiddelde leeftijd | Opmerkingen |
| --------------- | ------ | ------------ | ------------------- | ----------- |
| Boeing 747-400F | 4      | -            | 16.0 jaar           |             |

## Speciale kleurenschema's
De Speciale kleurenschema's van Cargolux en Cargolux Italia eind augustus 2020.
| Toestel             | Registratie | Foto | Leeftijd  | Opmerking              |
| ------------------- | ----------- | ---- | --------- | ---------------------- |
| Boeing 747-400F(ER) | LX-ECV      | N/A  | 11.4 Jaar | Beluga Whale Sanctuary |
| Boeing 747-400F(ER) | LX-NCL      | N/A  | 14.1 Jaar | 1970 Retro             |
| Boeing 747-8F       | LX-VCC      | N/A  | 10.1 Jaar | 50 Jaar                |
| Boeing 747-8F       | LX-VCF      | N/A  | 8.0 Jaar  | 'Not Without My Mask'  |
| Boeing 747-8F       | LX-VCM      | N/A  | 5.1 Jaar  | Cutaway                |

## Ongelukken/Incidenten
- Op 17 maart 2009 raakte op Maastricht Aachen Airport een Boeing 747-400F met het neuswiel naast de landingsbaan in het gras. Het vliegtuig kwam rond 07.45 uur aan uit Nairobi in Kenia en kwam tijdens het terugdraaien door een stuurfout van de piloot naast de landingsbaan in het gras terecht.
- Op 21 januari 2010 botste Cargolux-vlucht 7933 tegen een voertuig op de landingsbaan op Luchthaven Luxemburg-Findel.